# Спалдинг, Альберт Гудвилл

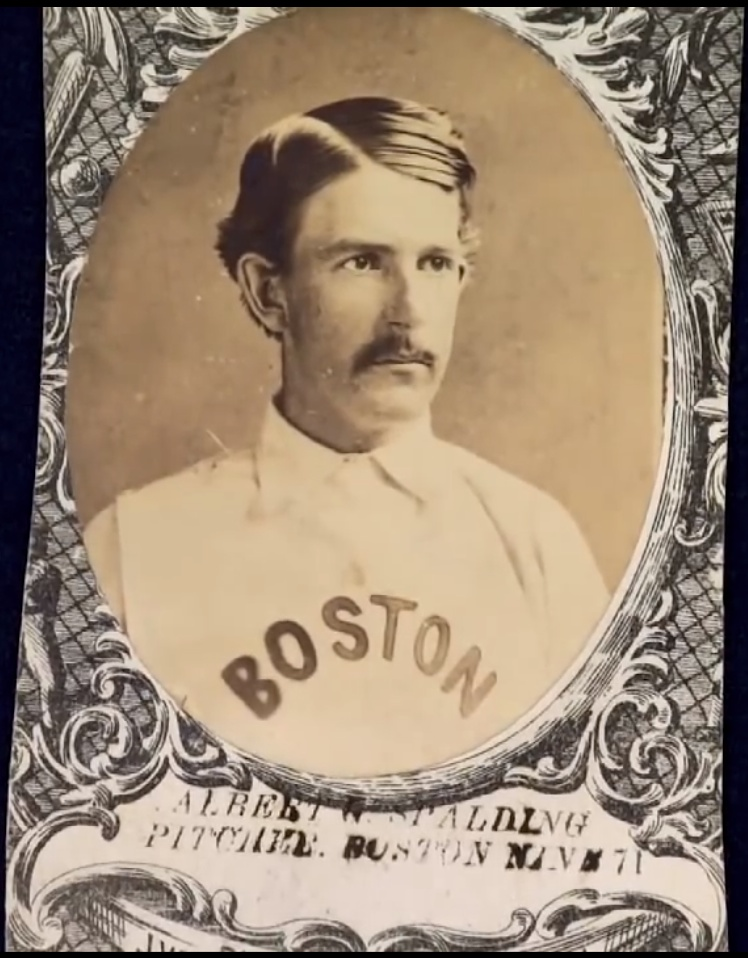
А. Спалдинг на бейсбольной карточке Boston Red Stockings 1871 года

А́льберт Гу́двилл Спа́лдинг (англ. Albert Goodwill Spalding; 2 сентября 1850, Байрон, Иллинойс — 9 сентября 1915, Сан-Диего, Калифорния) — американский питчер, менеджер и директор команд в ранние годы профессионального бейсбола, соучредитель спортивной компании Спалдинг (англ. Spalding).

## Биография
Альберт Спалдинг родился и вырос в Байроне, штат Иллинойс. Играл в высшей бейсбольной лиге в 1871—1878 гг. После завершения карьеры игрока Спалдинг остался в бейсболе в качестве президента и совладельца команды Chicago White Stockings. В 1880-х годах он взял ведущих игроков лиги в первый мировой бейсбольный тур. Совместно с Уильямом Халбертом Спалдинг организовал Национальную бейсбольную лигу. Позднее он создал комиссию по исследованию истории бейсбола, которая назвала Обнера Даблдея создателем игры. Является автором первого свода официальных правил бейсбола.

## Бейсбольная карьера

### Игрок
Играя в бейсбол на протяжении всей своей юности, Спалдинг впервые сыграл в спортивном турнире в составе молодёжной команды Rockford Pioneers, к которой он присоединился в 1865 году. После того как Спалдинг привёл команду к победе (26-2) над местной мужской любительской командой Mercantiles, ему в возрасте 15 лет предложили перейти в команду Forest Citys, в которой он играл в течение двух лет.
Осенью 1867 года он согласился на контракт стоимостью 40 долларов США в неделю, номинально в качестве клерка, но в действительности — профессионального игрока в Chicago Excelsiors. Эта махинация использовалась для обхода правил того времени, запрещавших наём профессиональных игроков в бейсбольные команды. После создания первой профессиональной организации бейсбола — Национальной ассоциации профессиональных игроков в бейсбол — в 1871 году Спалдинг присоединился к Boston Red Stockings (предшественник современной Атланта Брэйвз) и был очень успешным; выиграл 206 игр (проиграв только 53) в качестве питчера, набирая в среднем 0,323 очка в качестве бэттэра.
Уильяму Халберту, владельцу Chicago White Stockings, не нравилась организация игр в Национальной ассоциации и элемент азартных игр, поэтому он решил создать новую организацию, которую он назвал Национальной лигой бейсбольных клубов. Для помощи в этом начинании Халберт привлек Спалдинга. Использовав стремление Спалдинга вернуться на Средний Запад, Халберт убедил его подписать контракт с White Stockings (ныне Чикаго Кабс) в 1876 году. Затем Спалдинг уговорил товарищей по команде Дикона Уайта, Росса Барнса и Кола МакВи, а также игроков Philadelphia Athletics Кэпа Энсона и Боба Эдди подписать контракт с Чикаго. Все это было сделано в полной секретности во время игрового сезона, потому что в тот момент игроки были свободными агентами, и они не хотели, чтобы их нынешний клуб и особенно фанаты знали, что они покидают команды. Новости о подписании игроков из Бостона и Филадельфии просочились в прессу до окончания сезона, и все они столкнулись с оскорблениями и физическими угрозами со стороны фанатов.
Спалдинг был главным питчером 1870-х годов, лидируя по количеству побед в каждом из шести полных сезонов в качестве профессионала. В течение каждого из этих лет он был единственным питчером своей команды. В 1876 году Спалдинг выиграл 47 игр в качестве основного питчера для White Stockings и привёл команду к завоеванию первого в истории кубка Национальной лиги с большим отрывом.
В 1877 году Спалдинг начал использовать перчатку для защиты руки. Ранее игроки использовали перчатки, но они не пользовались популярностью, и сам Спалдинг скептически относился к ношению перчаток. Но как только он начал надевать перчатки, это вынудило других игроков поступать так же.
Спалдинг завершил карьеру игрока в 1878 году в возрасте 27 лет. Он продолжал выступать в Лиге в качестве президента и совладельца White Stockings и оказывал большое влияние на Национальную лигу. Соотношение побед и поражений в карьере Спалдинга 0,796 (со времён, когда команды играли один или два раза в неделю) является самым высоким за всю историю среди питчеров, намного превышающим второй по величине результат 0,690.

### Менеджер и директор команд
В течение нескольких месяцев после подписания в Чикаго Халберт и Спалдинг организовали Национальную лигу. В созданную лигу привлекли 2 основных команды на Востоке и 4 лучших команды из региона, считавшегося тогда Западом. К Чикаго первоначально присоединились ведущие команды из Цинциннати, Луисвилля и Сент-Луиса. Владельцы этих западных клубов сопровождали Халберта и Спалдинга в Нью-Йорке, где они тайно встречались с владельцами из Нью-Йорка, Филадельфии, Хартфорда и Бостона. Каждый из них подписал конституцию лиги, и Национальная лига официально родилась.
Хотя Национальная ассоциация провела ещё несколько сезонов, она уже утратила статус главной организации профессионального бейсбола. Постепенно она исчезла и распалась на множество мелких лиг и ассоциаций по всей стране.
В 1886 году, со Спалдингом в качестве президента франшизы, Чикагские White Stockings (сегодняшние Чикаго Кабс) начали проводить весеннюю тренировку в Хот-Спрингс, Арканзас. Впоследствии это положило начало весенним бейсбольным сборам Лиги (серия показательных матчей перед регулярным сезоном). Место и концепция мероприятия были идеей Спалдинга и его игрока (а затем менеджера) Кэпа Энсона. Многие другие команды последовали этой концепции и начали проводить тренировочные матчи в Хот-Спрингс и других городах.
В 1905 году, после того, как Генри Чадвик написал статью, в которой говорилось, что бейсбол появился из крикета и английской лапты, Спалдинг создал комиссию по изучению истории бейсбола. Комиссия призывала граждан, которые знали что-либо о создании бейсбола, отправлять соответствующие письма. После трех лет поисков, 30 декабря 1907 года, Спалдинг получил письмо, в котором (ошибочно) говорилось, что бейсбол является изобретением Эбнера Даблдея. Комиссия, однако, была предвзятой, поскольку Спалдинг не назначал кого-либо в комиссию, если они считали, что бейсбол был как-то связан с английской лаптой. Незадолго до создания комиссии, в письме к спортивному комментатору Тиму Мурнану, Спалдинг отметил: «У нашей старой доброй американской игры в бейсбол должен быть американский папа». Проект, позже названный Комиссией Миллса, пришел к выводу, что «Бейсбол родился в Соединенных Штатах», и «первая схема игры в бейсбол, согласно лучшим доказательствам, имеющимся на сегодняшний день, была разработана Обнером Дабледеем в Куперстауне, штат Нью-Йорк, в 1839 году».
Получив архивы Генри Чадвика в 1908 году, Спалдинг объединил эти записи со своими собственными воспоминаниями (и предубеждениями), чтобы написать книгу «Американская национальная игра» (опубликованную в 1911 году), которая, несмотря на свои недостатки, была, вероятно, первым научным трудом по истории бейсбола.

### Бизнесмен

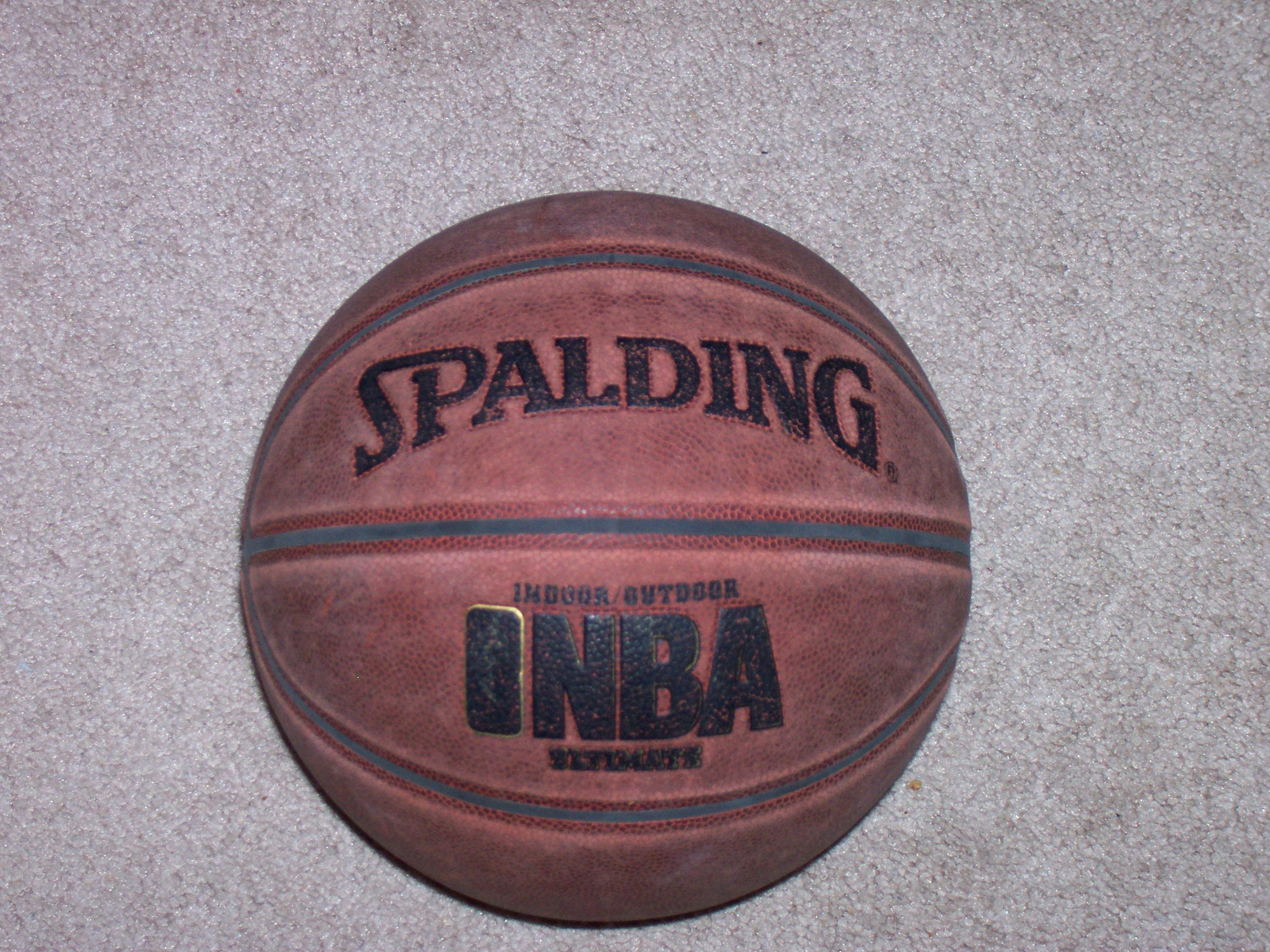
Баскетбольный мяч Spalding

В 1874 году, в то же время когда он играл и организовывал лигу, Спалдинг со своим братом Уолтером открыли магазин спортивных товаров в Чикаго. Бизнес быстро рос (14 магазинов к 1901 году) и развился в производителя и дистрибьютора всех видов спортивного снаряжения. Название компании стала «синонимом спортивных товаров».

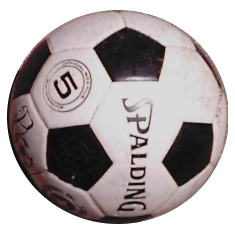
Футбольный мяч Spalding

Спалдинг опубликовал первые официальные правила игры в бейсбол. В этом руководстве он узаконил, что для игры можно использовать только мячи производства фирмы «Спалдинг» (ранее качество используемых мячей было подпунктом правил). Спалдинг также основал журнал «Путеводитель по бейсболу», который в то время был наиболее широко распространенным бейсбольным изданием.
В 1888—1889 годах Спалдинг организовал бейсбольный тур для ведущих игроков лиги по всему миру, чтобы повысить популярность бейсбола и промотировать свои спортивные товары. Это был первый в истории мировой бейсбольный тур. Игры проходили на западном побережье США с остановками на Гавайях (без проведения игр), в Новой Зеландии, Австралии, Цейлоне, Египте, Италии, Франции и Англии. Грандиозные игры прошли в Нью-Йорке, Филадельфии и Чикаго. В первом мировом туре принимали участие будущие члены бейсбольного Зала Славы Кэп Энсон и Джон Монтгомери Уорд. В то время как игроки участвовали в туре, Национальная лига установила новые правила в отношении выплаты игрокам, что привело к восстанию игроков во главе с Уордом, который в следующем сезоне (1890) организовал Лигу игроков. Лига существовала один год, в том числе из-за антиконкурентной тактики Спалдинга, ограничивавшей её успехи. Первый мировой тур и образование Лиги игроков нашли отражение в фильме 2015 года «Deadball».
В 1900 году Спалдинг был назначен президентом МакКинли комиссаром США на летних Олимпийских играх этого года.

## Другая деятельность
Спалдинг был видным членом теософского общества под эгидой судьи Уильяма Куана. В 1900 году Спалдинг перебрался в Сан-Диего со своей второй женой Элизабет и стал видным членом и сторонником теософского общества Ломаленд, образованного Кэтрин Тингли. Он построил поместье в районе Сансет-Клифс в Поинт Лома, где прожил с Элизабет всю оставшуюся жизнь. Спалдинг был заводчиком скаковых лошадей и коллекционировал китайскую мебель и произведения искусства.
У Спалдингов была обширная библиотека, которая включала множество томов о теософии, искусстве и литературе. В 1907—1909 гг. он был движущей силой строительства асфальтированной дороги, известной как «бульвар Поинт Лома», от центра города Сан-Диего до Поинт Лома и Океан-Бич. Эта дорога также обеспечила хороший доступ к Ломаленду. Позднее он послужил основой для калифорнийского федеральной трассы № 209. Он предложил проект дороги, контролировал её строительство от имени города и заплатил часть стоимости из своих средств. Он присоединился к Джорджу Марстону и другим гражданским бизнесменам, чтобы выкупить историческую Резиденцию Сан-Диего, которую они превратили в исторический парк и в итоге пожертвовали городу Сан-Диего. Он безуспешно участвовал в выборах в Сенат США в 1910 году от республиканцев, проиграв Джону Уорксу с результатом 92 на 21 в законодательном органе Калифорнии. Он помог организовать Панамо-Калифорнийскую выставку 1915 года в качестве её второго вице-президента.

## Смерть
Он умер от инсульта 9 сентября 1915 года в Сан-Диего спустя неделю после своего 66-летия.

## Память
Он был избран в Зал славы бейсбола Комитетом ветеранов в 1939 году. На его мемориальной доске в Зале славы указано: «Альберт Гудвилл Спалдинг. Гений и пионер бейсбола. Звездный питчер клуба Forest City в конце 1860-х годов, четырёхкратный чемпион Бостона 1871—1875 и питчер Чикаго White Stockings — чемпиона первого сезона существования Национальной лиги, президент Чикаго White Stockings в течение 10 лет. Организатор первого мирового бейсбольного тура в 1888 году».
Его племянник, так же Альберт Спалдинг, известный скрипач.